# 约翰六世 (拜占庭)

## 生平
约翰六世·坎塔库泽努斯（1292年—1383年6月15日），1347年至1354年在位为拜占庭皇帝。1292年，他出生在君士坦丁堡，1325年成为高等国公。在1321年安德洛尼卡三世与安德洛尼卡二世的祖孙内战中，他支持他的朋友即前者并帮助其取得胜利，由此获得了新朝廷的信任。由于有摩里亚富裕大族的支持，他得以推行造船计划，以赢得经济上的独立。1329年他与安德洛尼卡三世在小亚细亚的征战并不成功，在解围尼西亚的佩勒卡农战役中他在皇帝负伤后执行了撤退工作。之后其参与进了克复色萨利和伊庇鲁斯的行动。
皇帝死后他成为摄政王，由于新主约翰五世年纪尚轻，坎塔库泽努斯有心争夺帝位。不过他遇到了约翰五世之母萨伏伊的安娜、东正教牧首约翰十四世·卡莱卡斯、大将军阿莱克修斯·阿波考库斯等人的阻力。1341年10月26日，他在军队的支持下于季季莫蒂霍(即德莫提卡)自立为帝。他先是与塞尔维亚斯特凡·乌罗什四世结盟，后又在1346年与土耳其的奥尔汗订立合约。最终他在盟军支持下于1347年5月13日回到君士坦丁堡正式加冕。三年以后他成功从“奋锐党”手中夺取了塞萨洛尼基，并在与过去盟友斯特凡的边境战争中收复了韦里亚与沃德纳等马其顿城市，但这些战果在几个月后便丢失。在之后的几年内，他勤于政事，并同意让约翰五世成年后复位。然而在坎塔库泽努斯与巴列奥略两个家族的矛盾爆发之后，他却立自己的长子马修为共治皇帝，并在1354年仍不愿退位。约翰五世最终于当年11月在威尼斯人的帮助下逼迫约翰六世退位。
坎塔库泽努斯的余生是在帝国首都的一个修道院中度过的。他是一个多产的作家，并参与了一些在各类宗教团体间斡旋的活动。他写下了1320年至1354年他的政治活动记录，以及之后的部分生活经历。他还写有不少抨击伊斯兰教和犹太教的神学著作，并且是静修主义的拥护者。